# Forte de Santo Antônio de Gurupá
O Forte de Santo Antônio de Gurupá localiza-se na ilha grande de Gurupá, na confluência do rio Xingú com o delta do rio Amazonas, sobre um rochedo em posição dominante daquele canal de navegação, no atual município de Gurupá, no estado do Pará, no Brasil. Está sob jurisdição do Ministério da Defesa e é tombado como patrimônio histórico.

## História
Existiu sobre os escombros de um forte erigido por neerlandeses no primeiro decênio do século XVII (Forte de Tucujus) e conquistado em 1623 por Bento Maciel Parente, (outras fontes indicam que foi Luiz Aranha de Vasconcelos, apoiado por tropas cedidas por Bento Maciel Parente) que o reconstruiu em taipa de pilão, sob a invocação de Santo Antônio.
Sobre a sua fundação, a respeito da cidade de Nossa Senhora de Belém, cabeça da "Feliz Lusitânia":
"Bento Maciel Parente, já então Capitão-mor do Pará (...) tendo fundado a fortaleza do Gurupá no lugar Mariocay que deixou guarnecida com cinquenta praças." O seu primeiro comandante foi o capitão Jerónimo de Albuquerque.
Em maio 1623, junto com Luís Aranha de Vasconcelos, Aires de Souza Chichorro e Salvador de Melo, Bento Maciel Parente conquistou dos holandeses os pontos fortificados de Muturu (atual Porto de Moz) e Mariocái atual Gurupá), próximo á foz do rio Xingu, também chamado de Paranaíba, fundando no lugar do Forte de Mariocai, o Forte de Santo Antônio de Gurupá, fazendo dele a base de apoio para as suas arrancadas, expulsando nos anos seguintes os neerlandeses do Baixo Xingu e do rio Tapajós.[carece de fontes?]
A ação realizada no Forte de Mariocai foi um grande feito. Liderando cerca de 70 soldados e aproximadamente mil índios em canoas nativas, o Capitão-mor do Pará investiu contra os invasores holandeses, que não impediram o ataque luso-brasileiro à fortificação. Parente, buscando ludibriar a guarnição holandesa, manobrou rumo ao Forte de Orange (lugar desconhecido atualmente), na parte leste do Baixo Xingu, provocando a debandada dos invasores fugindo rumo à selva. O desfecho português na derrota da força dos neerlandeses e aliados, foi alcançado no Forte de Nassau, 67 km acima do Xingu (proximo ao atual Tapará, uma vez que a fortaleza capitulou sem luta.[carece de fontes?]
Em 1629 sofreu ataques (de dois navios ingleses sob o comando de Roger North) e em 1639, quando, sob o comando do Capitão João Pereira Cáceres, afugentou forças neerlandesas que para ali retornavam. Em 1647, um novo assalto neerlandês a esta posição foi tentado: uma expedição de oito navios adentrou a boca do rio Xingú e, entre o rio Pery e o rio Acaraí, erigiu o Forte de Mariocai. Foram batidos pelo Capitão-mor do Pará, Sebastião Lucena de Azevedo, que arrasou essa posição (ver Fortim neerlandês do rio Maiacaré). Sobre esta última: "Existe confusão em torno da expedição de Bandergus (Van Der Goes, segundo Varnhagen), que se teria apossado da Fortaleza de Gurupá, em 1646."
Em 1636, sob o comando do capitão Pereira de Cáceres, passaram pela fortificação os padres Domingos de Brieba e André de Toledo, em sua viagem desde Quito.

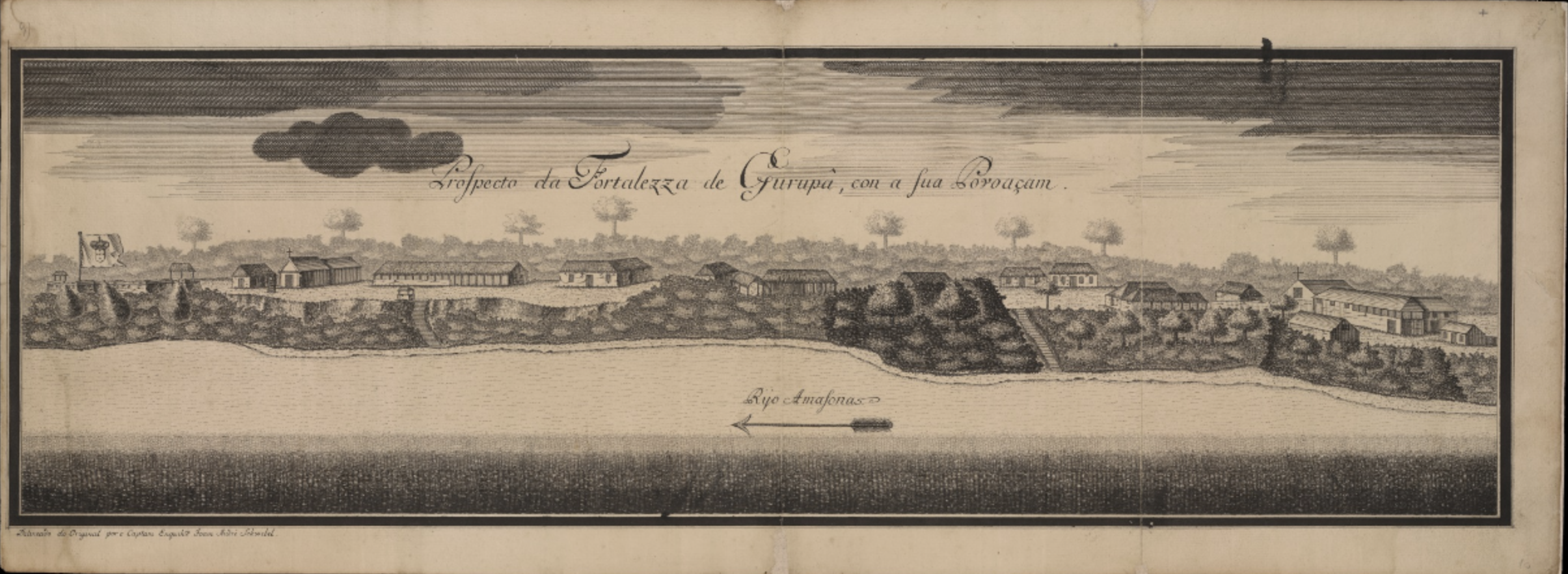
Forte de Gurupá (1756).

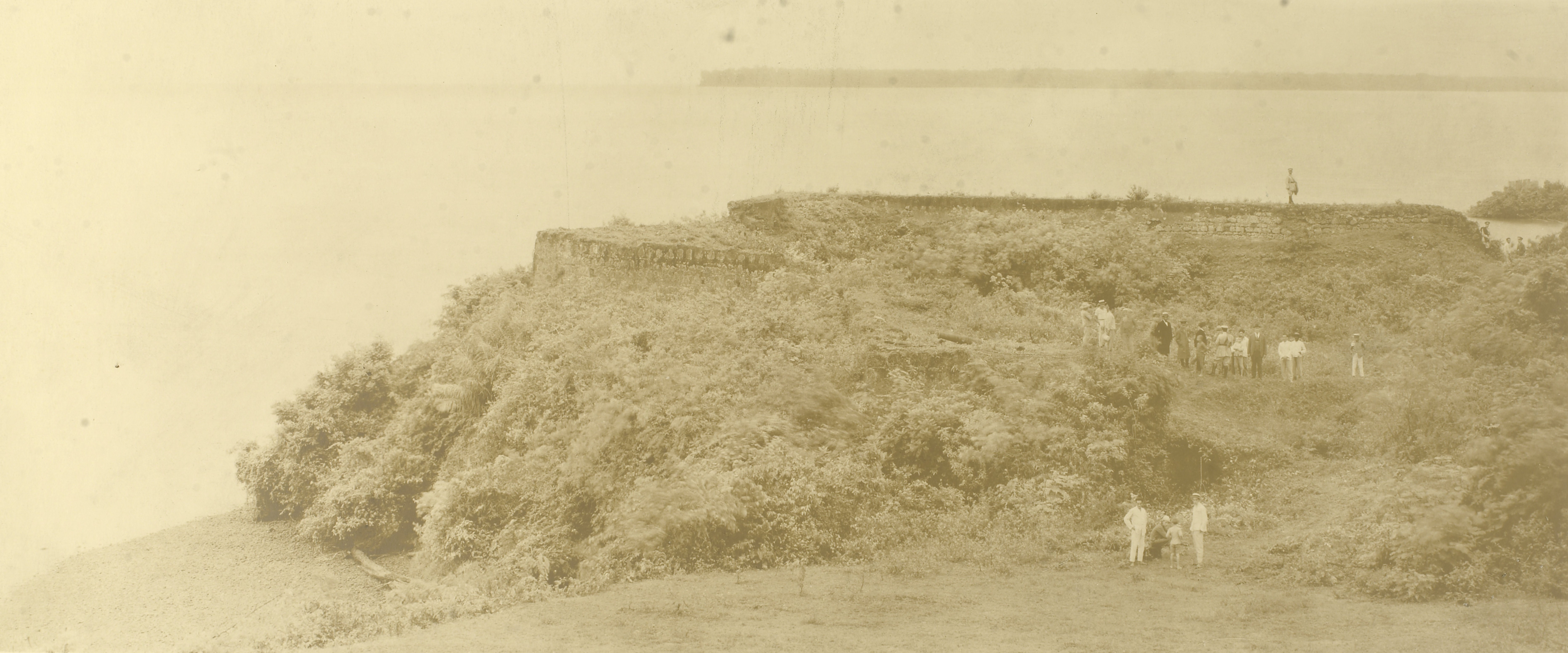
Forte de Santo Antônio de Gurupá, 1930.

Permaneceu abandonada por meio século apesar do interesse dos governadores Artur de Sá e Menezes, Manuel Guedes Aranha e Gomes Freire de Andrade. Arruinado pela ação erosiva do tempo e da natureza, o Governador e Capitão-General do Pará, Antônio de Albuquerque Coelho de Carvalho, ordenou a reconstrução do Forte de Gurupá em 1690, trabalhos que se iniciaram no ano seguinte (1691), dando-lhe a forma poligonal. Data deste momento o desenvolvimento urbano de Gurupá. Para o século XVIII, Garrido cita informação do historiador Pedro Calmon, informando que a praça foi artilhada com peças de bronze para ela mandadas fundir em Gênova, em 1735, por D. João V (1705-1750). Trabalhos de reconstrução se sucederam em 1742, com o Engenheiro genovês Domingos Sambucetti; em 1761, com o Capitão Engenheiro Gaspar João Geraldo de Gronfeld; e entre 1771 e 1774, com risco do Ajudante Antônio José Pinto, seu comandante à época. Em 1774 D. Frei Caetano da Anunciação Brandão, dava notícia de que as obras ainda não se encontravam prontas.Neste período, a fortificação exercia a função de Registro, visitado, em 1784, pela expedição de Alexandre Rodrigues Ferreira (1783-1792), que sobre ela observou que se encontrava em boa posição, sobre um rochedo, dominando perfeitamente a boca do [rio] Xingú, sendo os navios obrigados a irem aí apresentar os seus passaportes.
À época do Brasil Império, Baena (1839) afirmava que esse Registro era meramente para servir de alguma coisa, e não por ser apropriado para esse fim, visto oferecer o [rio] Amazonas naquela paragem muitos trânsitos fora da sua vista; entretanto reconhece que "(...) essa fortaleza foi obrada com alguma luz de arquitetura militar."
A partir de 1853 não é mais mencionada como ponto fortificado pelo Relatórios do Ministério da Guerra. Em 1860 o então governador da Província do Pará, Dr. Antônio Coelho de Sá e Albuquerque dava notícia do seu estado de ruína, apesar de Gurupá ser ponto de parada obrigatória dos navios que subiam o rio Amazonas.
Barreto ilustra a referência a esta fortificação com uma foto de 1949, onde se observam as muralhas (de alvenaria de pedra) em bom estado de conservação, com uma edificação (Quartel da Tropa) sobre o terrapleno, e algumas peças de artilharia pelo lado do rio. O portão, pelo lado de terra, é acessado por uma pequena escadaria. O autor informa que, à época (1958), a estrutura encontrava-se guarnecida por um pequeno destacamento da 8ª Região Militar. O acesso é feito por um portão de ferro batido. Pelo lado do rio, existe um obelisco de construção posterior, onde, em uma das faces, uma placa de metal reza:
"1623 - 1647 / D'AQUI PARTIRAM / AS EXPEDIÇÕES QUE EXPULSARAM / OS HOLLANDESES E INGLEZES / DE MUTURÚ / NASSAU / TORREGO / MANDIUTUDA / TILLETILLE / CUMALI / E MARIOCARI / APÓS RUDES COMBATES / TERRESTRES E NAVAES"[carece de fontes?]
Essas ruínas encontram-se tombadas pelo Serviço do Patrimônio Histórico e Artístico Nacional desde 1963, sob a jurisdição do Ministério da Defesa.
Atualmente pode ser visitado, encontrando-se o parapeito de seus muros ornado com duas das antigas peças de ferro, sobre pilares de concreto.[carece de fontes?]